# Magic Leap
Magic Leap（マジックリープ）は、ヘッドマウントディスプレイ (HMD) 方式の複合現実ウェアラブルコンピュータを開発するアメリカ合衆国の企業である。

## 概要
2010年に設立され、拡張現実や複合現実に対応したデバイスを開発する。2015年10月にGoogleなどから5.4億ドルの資金を調達しており、総額22億ドル（約2,600億円）以上の資金を調達している。ただし、後に投資家からの資金調達時に使用された映像は特撮だった事が明らかになっている。
製品の詳細については長らく秘せられていたが、2017年12月になり始めてMagic Leap Oneとして情報公開された。公開されたのは開発者向けのバージョンで、翌2018年8月より2,295ドルで販売が開始された。

## 歴史

### 2018-現在：製品発売
2018年7月11日、AT&Tが63億ドルを投じてMagic Leap Oneの独占販売権を獲得した。また、AT&Tコミュニケーションのジョン・ドノバンCEOがMagic Leapの取締役に就任することも決まっている。
2018年10月10日、Magic Leapは人間に近いAIアシスタント「Mica」を紹介した。
2019年4月、Magic LeapはNTTドコモと資本業務提携について合意し、ドコモはMagic Leapに2億8000万ドルを出資すると報じられた。
2019年11月、2019年8月に特許資産の大半をJPモルガン・チェースに譲渡していたことが明らかになった。
2020年4月22日、Magic Leapは大規模なリストラの実施を発表し、一部報道によると従業員の約半数に当たる約1000人が解雇されたが、2020年5月に3億5000万ドルの資金を調達したことで人員削減は中止された。
2020年9月にThe Informationが報じたところによると、Magic Leapの評価額は2019年は64億ドルで、2020年6月には4億5000万ドルと半年で93%以上下落した。

## 買収
2016年4月18日、Magic Leapはイスラエルのサイバーセキュリティ企業「NorthBit」を買収した。
2017年2月18日、Magic Leapはスイスのコンピュータビジョン分野のスタートアップ「Dacuda」の3D部門を買収した。
2019年5月、Magic LeapはMagic Leapプラットフォーム向けの立体ビデオ会議ソフトウェアを開発しているベルギーのスタートアップ「Mimesys」を買収した。